# Asteroide near-Earth

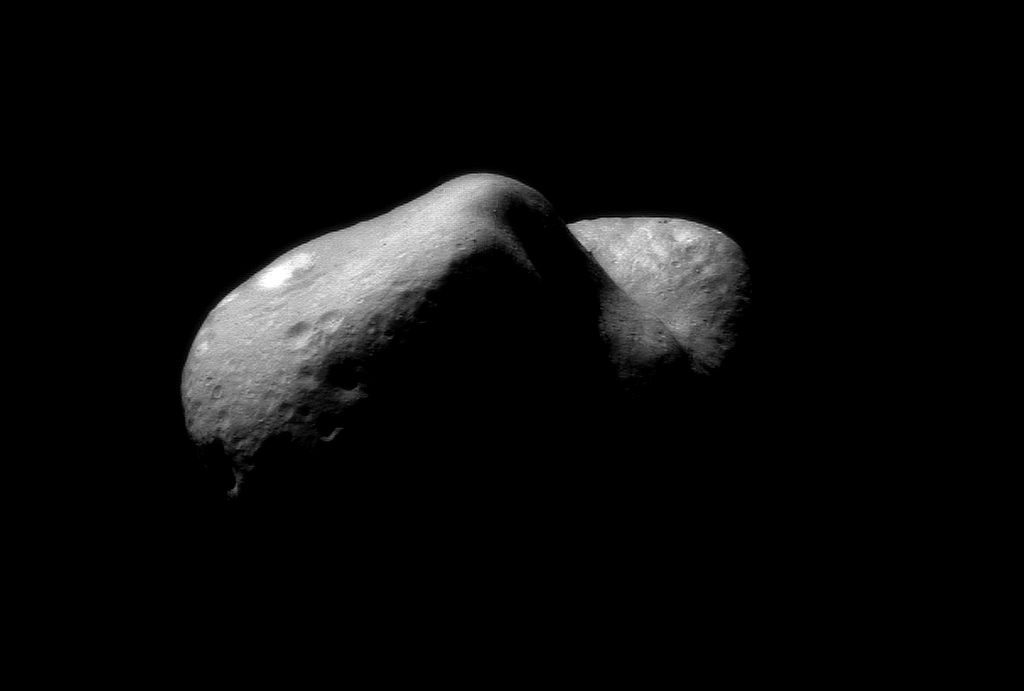
L'asteroide 433 Eros, del gruppo degli asteroidi Amor

Gli asteroidi near-Earth (in inglese near-Earth asteroids, o NEA) sono asteroidi la cui orbita è vicina a quella della Terra. Alcuni di essi costituiscono un pericolo perché le loro orbite intersecano quella terrestre.
Gli asteroidi near-Earth sono anche i più accessibili alle sonde: 433 Eros è stato studiato dalla sonda Near Earth Asteroid Rendezvous della NASA e 25143 Itokawa dalla missione Hayabusa di JAXA (l'agenzia aerospaziale giapponese).
A settembre del 2014 erano noti più di 11 000 asteroidi near-Earth, di cui circa 1 500 considerati potenzialmente pericolosi per la Terra date le caratteristiche dell'orbita e la loro dimensione. La maggior parte di questi asteroidi ha meno di un chilometro di diametro.
Questi asteroidi possono sopravvivere nelle loro orbite solo per un periodo che varia da 10 a 100 milioni di anni: prima o poi tendono ad essere eliminati a causa di decadimenti orbitali, collisioni con pianeti interni o perché scaraventati fuori dal sistema solare a seguito di un passaggio ravvicinato con un pianeta.
Per l'azione di questi fenomeni avrebbero dovuto già essere stati completamente eliminati, ma l'insieme degli asteroidi near-Earth viene continuamente "rifornito" da nuovi oggetti provenienti dalla fascia di asteroidi.

## Classificazione

La classificazione degli asteroidi NEA.

Alcuni NEA con orbita altamente eccentrica erano probabilmente comete che hanno perso nel tempo i loro componenti volatili. In questo caso la loro provenienza è probabilmente la fascia di Kuiper, un deposito di comete che si trova oltre l'orbita di Nettuno. Gli altri NEA sono veri asteroidi, guidati fuori dalla loro fascia da interazioni gravitazionali con Giove.
Esistono tre famiglie di NEA:
- Asteroidi Aten il cui semiasse maggiore è inferiore ad una unità astronomica;
- Asteroidi Apollo il cui semiasse maggiore è maggiore di una unità astronomica e il perielio (q) inferiore a 1,017 au;
- Asteroidi Amor il cui raggio orbitale medio è compreso tra quello della Terra e quello di Marte e il cui perielio è leggermente fuori dall'orbita terrestre (circa 1,017-1,3 au). Questi oggetti incrociano spesso l'orbita di Marte, ma non quella della Terra. Le due lune di Marte, Deimos e Fobos, potrebbero essere due asteroidi Amor catturati dalla gravità del pianeta rosso.

Le minacce potenziali maggiori per il nostro pianeta sono costituite dagli asteroidi delle famiglie Aten e Apollo, mentre quelli della famiglia Amor non intersecano l'orbita terrestre anche se alcuni possono avvicinarsi molto.
La categoria degli asteroidi near-Earth è più restrittiva di quella degli oggetti near-Earth, che comprende anche comete e meteoroidi.

## Rischi
L'attenzione relativa alla probabilità di eventuali futuri impatti con asteroidi che incrociano l'orbita terrestre è stata aumentata dalla generale condivisione dell'ipotesi Alvarez (Luis e Walter, padre e figlio), che spiega l'estinzione di massa del Cretaceo-Paleocene con un impatto tra la Terra ed un grande asteroide o cometa.
Inoltre, la minaccia di un impatto è stata enfatizzata dalla spettacolare collisione della cometa Shoemaker-Levy 9 con Giove il 16 luglio 1994.
Il 23 marzo 1989, l'asteroide 4581 Asclepius di tipo Apollo (1989 FC) mancò la Terra di 684000 km, passando nell'esatto punto dove era la Terra solo 6 ore prima. Se si fosse scontrato avrebbe creato la più grande esplosione della storia.
Gli asteroidi con diametro di 1 km si scontrano con la Terra statisticamente ogni milione di anni, mentre grandi collisioni con oggetti di 5 km accadono approssimativamente ogni dieci milioni di anni. Piccole collisioni, equivalenti a 1 chilotone, avvengono circa ogni mese. Vedere cronologia degli impatti astronomici sulla Terra.
A parte alcuni falsi allarmi, diversi asteroidi rappresentano sicuramente una minaccia.
Dell'asteroide (29075) 1950 DA si persero le tracce dopo la sua scoperta nel 1950 perché non vennero effettuate sufficienti osservazioni per tracciare la sua orbita, e venne riscoperto il 31 dicembre 2000. È stato calcolato che il suo diametro è di circa un chilometro e potrebbe avere un impatto con la Terra il 16 marzo del 2880. Gli è stato assegnato il livello "2" nella Scala Torino.

L'orbita dell'asteroide 2004 FH (azzurro) e della Terra (grigio)

Il 18 marzo 2004, i portavoce del progetto LINEAR annunciarono che un asteroide di 30 metri (2004 FH) sarebbe passato quel giorno a soli 42600 km dalla terra, circa un decimo della distanza tra Terra e Luna, il più vicino passaggio mai registrato. Si stima che asteroidi di dimensioni simili giungono così vicino circa ogni due anni.
Il 6 ottobre 2008, per la prima volta i centri di ricerca sono stati in grado di individuare un corpo celeste prossimo alla collisione, con un anticipo sufficiente ad allertare le autorità delle nazioni interessate dall'impatto. L'oggetto, denominato 2008 TC3, di 4 metri di diametro, è entrato in atmosfera nei cieli sopra il Sudan alle ore 2:46 UTC del 7 ottobre.
Il 22 giugno 2011 è stato scoperto l'asteroide 2011 MD, che pochi giorni dopo, il 27 giugno, è passato a soli 12000 km dalla superficie della Terra.

### Progetti per minimizzare i rischi
Gli astronomi hanno effettuato ricerche per localizzare i NEA. Una di esse è LINEAR, iniziata nel 1996, e nel 2004 aveva scoperto decine di migliaia di oggetti ogni anno. LINEAR utilizza due telescopi da un metro di diametro e un telescopio da mezzo metro nel New Mexico.
Nel 1980 Tom Gehrels e Robert S. McMillan del Lunar and planetary Laboratory dell'università di Arizona crearono il progetto Spacewatch, che utilizza un telescopio da 90 cm al Kitt Peak Observatory in Arizona aggiornato con strumenti di puntamento automatico, fotografia e analisi del cielo. Il progetto ha acquisito un nuovo telescopio da 1,8 metri e ha aggiornato il vecchio telescopio con un sistema di fotografia elettronica con una risoluzione molto maggiore e una maggiore capacità di ricerca. Questi nuovi strumenti promettono un aumento del tasso di NEA scoperti da 20-30 a più di 200 l'anno.
Altri progetti di osservazione comprendono il Near-Earth Asteroid Tracking (NEAT), il Lowell Observatory Near-Earth-Object Search (LONEOS), il Catalina Sky Survey, il Campo Imperatore Near-Earth Object Survey (CINEOS), il Japanese Spaceguard Association e l'Asiago-DLR Asteroid Survey.
Questi programmi prendono il nome di "Spaceguard", e alcuni di essi ricevono fondi NASA per raggiungere l'obiettivo di rilevare il 90% degli asteroidi near-Earth di almeno 1 km di diametro per il 2008.
Il fatto che l'impatto di un NEA grande un chilometro o più sarebbe una catastrofe senza precedenti nella storia umana, ha mantenuto viva l'idea di creare un network di difesa, e ha incrementato le speculazioni su come deviare tali oggetti.
Una opzione potrebbe essere l'uso di un ordigno nucleare sulla superficie dell'asteroide, in modo che l'esplosione lo spinga fuori rotta. Questo metodo è una forma di propulsione nucleare. Tuttavia, sta aumentando la convinzione che molti asteroidi siano "ammassi di detriti volanti" debolmente tenuti assieme: una detonazione nucleare potrebbe rompere l'oggetto anziché deviarlo. Per certi versi, essere colpiti da una nuvola di piccoli frammenti di asteroide potrebbe avere conseguenze peggiori rispetto all'impatto provocato da un unico asteroide più grande. Queste osservazioni hanno generato altre idee per affrontare una possibile minaccia:
- installare dei "mass driver" (catapulte elettromagnetiche) sull'oggetto per raccogliere del materiale e lanciarlo via, fornendogli così una spinta
- usare un grande foglio di materiale riflettente da avvolgere attorno all'oggetto, che agisca come una vela solare. Attraverso la pressione del vento solare questo potrebbe deviare l'orbita
- cospargere l'oggetto di un materiale polveroso che effettui una deviazione dell'orbita attraverso l'effetto Yarkovsky
- inviare un missile che si affianchi all'asteroide e lo spinga lateralmente in modo da modificare la sua traiettoria per schivare la Terra invece che colpirla (trattore gravitazionale)